# 26 février aux Jeux olympiques de 2010

Le vendredi 26 février aux Jeux olympiques d'hiver de 2010 est le quinzième jour de compétition.

## Programme
| Heure UTC-8 (Vancouver)                       |               |
| bleu                                          | Cérémonie     |
| neutre                                        | Épreuve       |
| or                                            | Finale        |
| orange                                        | Petite finale |
| rose                                          | Reporté       |
| gris                                          | Annulé        |
| Compétition masculine                         | Hommes        |
| Compétition féminine                          | Femmes        |
| Compétition mixte (hommes et femmes mélangés) | Mixte         |
| Compétition en couple (1 homme et 1 femme)    | Couple        |
| modifier                                      |               |

| Horaire | Discipline Spécialité | Discipline Spécialité                       | Discipline Spécialité | Phase                        | Résultats | Références |
| ------- | --------------------- | ------------------------------------------- | --------------------- | ---------------------------- | --------- | ---------- |
| 9:00    |                       | Curling Petite finale                       | Compétition femmes    | Finale                       | 12 - 6    | -          |
| 10:00   |                       | Ski alpin Slalom (première manche)          | Compétition femmes    | Manche de compétition        | -         | -          |
| 10:00   |                       | Snowboard Slalom géant parallèle            | Compétition femmes    | Qualifications               | -         | -          |
| 11:30   |                       | Biathlon Relais 4×7,5 km                    | Compétition hommes    | Finale                       | -         | -          |
| 12:00   |                       | Hockey sur glace Demi-finale                | Compétition hommes    | Manche éliminatoire Match 27 | 6 - 1     | -          |
| 12:15   |                       | Snowboard Slalom géant parallèle            | Compétition femmes    | Huitièmes de finale          | -         | -          |
| 12:30   |                       | Patinage de vitesse Poursuite par équipe    | Compétition hommes    | Quarts de finale             | -         | -          |
| 12:51   |                       | Snowboard Slalom géant parallèle            | Compétition femmes    | Quarts de finale             | -         | -          |
| 13:00   |                       | Bobsleigh Bob à quatre (1re manche)         | Compétition hommes    | Manche de compétition        | -         | -          |
| 13:09   |                       | Snowboard Slalom géant parallèle            | Compétition femmes    | Demi-finales                 | -         | -          |
| 13:20   |                       | Patinage de vitesse Poursuite par équipe    | Compétition femmes    | Quarts de finale             | -         | -          |
| 13:30   |                       | Ski alpin Slalom (deuxième manche)          | Compétition femmes    | Finale                       | -         | -          |
| 13:31   |                       | Snowboard Slalom géant parallèle            | Compétition femmes    | Finale                       | -         | -          |
| 14:35   |                       | Bobsleigh Bob à quatre (2e manche)          | Compétition hommes    | Manche de compétition        | -         | -          |
| 15:00   |                       | Curling Finale                              | Compétition femmes    | Finale                       | 6 - 7     | -          |
| 18:00   |                       | Patinage de vitesse sur piste courte 500 m  | Compétition hommes    | Quarts de finale             | -         | -          |
| 18:14   |                       | Patinage de vitesse sur piste courte 1000 m | Compétition femmes    | Quarts de finale             | -         | -          |
| 18:30   |                       | Hockey sur glace Demi-finale                | Compétition hommes    | Manche éliminatoire Match 28 | 3 - 2     | -          |
| 18:43   |                       | Patinage de vitesse sur piste courte 500 m  | Compétition hommes    | Demi-finales                 | -         | -          |
| 18:52   |                       | Patinage de vitesse sur piste courte 1000 m | Compétition femmes    | Demi-finales                 | -         | -          |
| 19:14   |                       | Patinage de vitesse sur piste courte 500 m  | Compétition hommes    | Finale                       | -         | -          |
| 19:24   |                       | Patinage de vitesse sur piste courte 1000 m | Compétition femmes    | Finale                       | -         | -          |
| 18:00   |                       | Patinage de vitesse sur piste courte 5000 m | Compétition hommes    | Finale                       | -         | -          |

## Médailles du jour
- Pays organisateur (Canada)

| Rang  | Nation       | Or | Argent | Bronze | Total |
| ----- | ------------ | -- | ------ | ------ | ----- |
| 1     | Canada       | 2  | 1      | 1      | 4     |
| 2     | Chine        | 1  | 0      | 1      | 2     |
| 3     | Allemagne    | 1  | 0      | 0      | 1     |
| 3     | Norvège      | 1  | 0      | 0      | 1     |
| 3     | Pays-Bas     | 1  | 0      | 0      | 1     |
| 3     | Suède        | 1  | 0      | 0      | 1     |
| 7     | Autriche     | 0  | 2      | 1      | 3     |
| 7     | Corée du Sud | 0  | 2      | 1      | 3     |
| 9     | États-Unis   | 0  | 1      | 1      | 2     |
| 9     | Russie       | 0  | 1      | 1      | 2     |
| 11    | Pays-Bas     | 0  | 0      | 1      | 1     |
| Total | Total        | 7  | 7      | 7      | 21    |